# Paru Itagaki
Paru Itagaki (板垣 巴留 Itagaki Paru?) (Tokio, 9 de septiembre de 1993) es una dibujante japonesa de manga. Su obra más conocida es la serie Beastars.

## Biografía
Nacida en Tokio, comenzó a dibujar desde pequeña y se conocen pocos detalles sobre su vida privada. Es hija del mangaka Keisuke Itagaki, autor de la serie Baki the Grappler, y en casi todas sus apariciones públicas sale con una máscara de gallina. Entre sus influencias como autora ha citado a Nicolas de Crécy, Egon Schiele y los dibujos animados de Walt Disney.
Estudió dirección de cine en la Universidad de Arte de Musashino, mientras seguía dibujando manga a nivel amateur con obras autoeditadas que luego vendía en convenciones de dōjinshi. La mayor parte de esos trabajos estaban protagonizados por animales antropomórficos, un rasgo distintivo de su obra. Después de graduarse no encontró trabajo, por lo que envió los mangas que había publicado a varias editoriales. Finalmente, en 2016 llegó a un acuerdo con Akita Shoten para publicar su primera obra, Beast Complex, en la revista Weekly Shōnen Champion.
A raíz de la buena acogida de Beast Complex, en septiembre de 2016 comenzó la serialización de Beastars. Esta obra aborda los sentimientos, emociones y relaciones humanas en un mundo civilizado de animales antropomórficos, con una división cultural entre carnívoros y herbívoros, y está protagonizada por un lobo llamado Legoshi que la autora había creado cuando era adolescente. Beastars se convirtió en un éxito de ventas y de crítica: en 2018 fue galardonada con el Manga Taishō, el Premio Cultural Osamu Tezuka y el Premio de Manga Kōdansha, y en 2020 estuvo nominada al Premio Eisner a la mejor edición extranjera en Estados Unidos. La serie concluyó en octubre de 2020 con 192 capítulos compilados en veintidós volúmenes. Además, cuenta con una adaptación a anime estrenada en Fuji TV y Netflix.
Después de Beastars, Itagaki ha cambiado de registro para dibujar series con personajes humanos. En 2019 hizo varias obras cortas, entre ellas la autobiográfica Paruno Graffiti, y desde julio de 2021 publica la serie Sanda, cuyo protagonista es un adolescente que puede transformarse en Santa Claus.

## Obra

### Series
- Beast Complex (Shūkan Shōnen Champion, 2016-2019; 2021)
- Beastars (Shūkan Shōnen Champion, 2016-2020)
- Paruno Graffiti (Kiss, 2019-2020)
- Bota Bota (Shūkan Manga Goraku, 2020-2021)
- Sanda (Shūkan Shōnen Champion, 2021-2024)

### Autoconclusivas
- White Beard and Boyne (Shūkan Manga Goraku, 2018)
- Manga Noodles (Gekkan Comic Zenon, 2019)